# Galacfalva község
Galacfalva község (románul: Comuna Galații Bistriței) község Beszterce-Naszód megyében, Romániában. Központja Galacfalva, beosztott falvai Dipse, Harina, Kisfehéregyház, Tacs.

## Népessége
A 2011-es népszámlálás adatai alapján a község népessége 2201 fő volt.